# Уваровичі
Ува́ровичі (біл. Уваравічы) — селище міського типу в Буда-Кошелевському районі Гомельської області. Розташовані на березі річки Уза (притока річки Сож). За 21 км на південний схід від міста Буда-Кошельово, 27 км від Гомеля, 8 км від залізничної станції Уза на лінії Гомель-Жлобин; автодороги на Гомель і Буда-Кошельово.

## Історія
В письмових джерелах вперше згадується в 1483. Наприкінці 15 — початку 16 століття у складі Чернігово-Стародубського князівства, володіння князів Можайських. Село сильно постраждало під час війни Московської держави з ВКЛ. З 1566 в Речіцкому повіті Мінського воєводства. З 1772 в Російській імперії, містечко. З 1919 в Гомельської губернії РРФСР, центр волості. З 1926 в БРСР, з 1938 селище міського типу.

## Підприємства
Підприємства побутового обслуговування, по виробництву будівельних матеріалів.

## Цікаві місця
Братська могила радянських воїнів і партизан, могила жертв фашизму. Свято-Різдво-Богородіцкая церква (1945). Близько селища археологічний пам’ятник Уваровичі (городище та курганні могильник).

## Відомі люди
Батьківщина народного художника СРСР Е. Е. Моисеенко (1916—1988)